# Marktzeuln
Marktzeuln – gmina targowa w Niemczech, w kraju związkowym Bawaria, w rejencji Górna Frankonia, w regionie Oberfranken-West, w powiecie Lichtenfels, siedziba wspólnoty administracyjnej Hochstadt-Marktzeuln. Leży ok. 9 km na wschód od Lichtenfels, nad Menem, przy autostradzie A6, drodze B173, B289 i linii kolejowej Norymberga – Jena – Lipsk; Lichtenfels – Hof.

## Dzielnice
W skład gminy wchodzą trzy dzielnice: 
- Marktzeuln
- Zettlitz
- Horb

## Polityka
Wójtem jest Josef Stark z SPD. Rada gminy składa się z 13 członków:
|      | CSU | SPD | Wolni Wyborcy | Razem     |
| 2002 | 5   | 5   | 3             | 13 miejsc |